# Allocosa alticeps
Allocosa alticeps este o specie de păianjeni din genul Allocosa, familia Lycosidae. A fost descrisă pentru prima dată de Mello-leitao, 1944. Conform Catalogue of Life specia Allocosa alticeps nu are subspecii cunoscute.